# Sertanense FC
Der Sertanense Futebol Clube ist ein portugiesischer Fußballverein aus dem im Distrikt Castelo Branco gelegenen Ort Sertã.

## Geschichte
Der Sertanense FC spielte nach seiner Gründung am 17. Februar 1934 lange Zeit nur im unterklassigen regionalen Ligabereich. Ende der 1980er Jahre gelang der Sprung in die drittklassige Terceira Divisão, die nach einer Ligareform 1990 zur Viertklassigkeit herabgestuft wurde. Hier etablierte sich der Klub jedoch im nationalen Fußball, nach dem kurzzeitigen Anstieg in die Distriktmeisterschaft 1999 gelang in Folge des direkten Wiederaufstiegs 2002 der Sprung in die drittklassige Segunda Divisão B. Als Tabellenvorletzter folgte jedoch der direkte Wiederabstieg. 2009 stieg der Klubs abermals in die nun Segunda Divisão bezeichnete dritthöchste Spielklasse auf, dieses Mal hielt er sich in der Spielklasse und überstand dort eine mit einer Konzentration verbundene Ligareform unter Schaffung der Campeonato Nacional de Seniore als neuer dritter Spielklasse. Im Zuge einer erneuten Ligareform nach der COVID-19-Pandemie in Portugal wurde diese 2021 zur vierten Liga zurückgestuft.